# Vendegies-au-Bois
Vendegies-au-Bois es una comuna francesa situada en el departamento del Norte, en la región de Alta Francia.

## Demografía
| 453 | 419 | 384 | 374 | 395 | 387 | 483 |
| Para los censos de 1962 a 1999 la población legal corresponde a la población sin duplicidades (Fuente: INSEE [Consultar]) |     |     |     |     |     |     |